# 大宏池会構想
大宏池会構想（だいこうちかいこうそう）は、池田勇人が旗揚げた宏池会から分かれた各派閥の再合流構想を指す。2022年現在の宏池会（岸田派）、志公会（麻生派）、有隣会（谷垣グループ）を対象とする。

## 宏池会系派閥
2008年5月の古賀派・谷垣派合流前
- 古賀派（新財政研究会） 46人（衆議院38人、参議院8人）
- 谷垣派（木曜研究会） 15人（衆議院12人、参議院3人）
- 麻生派（為公会） 20人（衆議院16人、参議院4人）

2008年5月の古賀派・谷垣派合流後
- 古賀派（宏池政策研究会） 62人（衆議院51人、参議院11人）
- 麻生派（為公会） 20人（衆議院16人、参議院4人）

## 宏池会分裂の経緯
- 1998年、宮澤喜一から加藤紘一に宏池会会長の座が禅譲されることがほぼ確実となった段階で、これに不満を唱えた河野洋平に近しい議員たちがKK戦争により分派する。河野本人はこれ以前に宏池会を離れており、当時は無派閥である。河野系の離脱直後、加藤は宏池会会長に就く。河野は1999年1月に、宏池会を脱退した議員らと大勇会を結成する。
  - 1995年9月の自民党総裁選（橋本龍太郎が勝利）において、自民党政調会長の職にあった加藤は、現職総裁で同じ宮澤派に属していた河野への支持を明言せず、静観の姿勢をとった。しかし、加藤の側近である白川勝彦、古賀誠、谷垣禎一、川崎二郎らは、河野ではなく橋本を支持することを逸早く表明し、公然と橋本支持に動いた。河野不利が伝えられる中、身内から離反者が大量に出たことで、河野は出馬断念に追い込まれた。加藤はその功もあってか、橋本執行部において党幹事長に就任。
  - 派閥は継承したものの、宏池会が割れた原因を作った加藤の行動に宮澤が不満を抱き、加藤の乱の際、反加藤である旨を表明する要因になったといわれている。浜田幸一は、「加藤の乱は宮澤がけしかけた」との説を述べている。
- 2000年の加藤の乱の際、加藤に同調しない加藤派議員の多くが、森内閣不信任案に反対票を投じる。この中には、かつて加藤の側近と言われた古賀、堀内光雄、丹羽雄哉らもいた。不信任案否決後、反加藤議員は加藤の反党行為を非難し、加藤派から堀内派（後に丹羽・古賀派および古賀派）として分派する。

## 合流構想とその展開
加藤の乱による加藤派分裂の直後から合流構想自体は持ち上がる。加藤個人に対する反感から離脱した河野グループにとって、堀内派（当時）と組むことに感情的な障害はないと見られたからである。さらに加藤が小里派（現・谷垣派）から離脱した頃から、3派閥による合同構想が語られるようになった。
2006年に入ると、ポスト小泉争いで清和政策研究会（当時森派）出身の安倍晋三の優位が伝えられ、3代続いて清和研からの総理総裁が誕生することが決定的となっていた。国政選挙の度に勢力を拡大し、最大派閥となっていた清和研に対抗する意味合いもあり、大宏池会構想実現が具体的に進行し始めた。既に河野グループの宮澤派離脱や加藤の乱から5年以上が経過して、感情的なしこりも薄らいできており、三派の幹部も宏池会の再結集に基本合意した。当初は大宏池会としての統一候補を出すことも模索されたが断念、谷垣派の谷垣禎一、河野グループの麻生太郎がポスト小泉の総裁選に立候補するため、9月の2006年総裁選が終わった10月頃に、三派が統一する流れとなっていた。合流への最大へのネックのひとつと見られていた河野と加藤の確執についても、元々両者の政治的思想は近く、共にハト派を自認しており、総裁選直前に、タカ派的存在の安倍への警戒感からか、宮澤派宏池会の分裂後、初めて会談を行うなど、雪解けが進んだ。
総裁選では麻生・谷垣が出馬した一方、堀内派改め丹羽・古賀派は「安倍支持」を表明、更に同派のベテランである柳澤伯夫が安倍陣営の選対本部長に就任。安倍が勝利した総裁選後の人事では丹羽・古賀派からは丹羽が総務会長に就任したのに加え、4人を閣僚に送り込み、河野グループでも麻生外相が留任するなど「主流派」となったのと対照的に、谷垣派は完全に要職から外れて「反主流派」となるなど、政権との距離において宏池会系が分断された。
この総裁選後、10月に丹羽派と古賀派は、派閥乗っ取りに近い形で古賀が会長に就任して古賀派に、12月には河野グループが麻生派に、それぞれ衣替えされ、名実ともに麻生・古賀が派閥を継承した。かつて盟友関係であったこの2人の関係の冷え込みも、その後の大宏池会構想の障害となる。
2006年、麻生と谷垣が総裁選前後に何度か会談を持った際、麻生が谷垣に「先に（総理・総裁を）やらせてほしい」と主張した。谷垣は年明けに、この会談があった事実と会談の簡単な内容を講演で公にし、麻生の反感をかった。森喜朗も谷垣に苦言を呈した。
安倍内閣退陣後の2007年総裁選で、麻生が早々に立候補を表明し、谷垣派と古賀派がいち早く福田康夫支持を打ち出し、圧勝の流れを作った。しかし麻生が派閥横断的な支持を呼び掛けたのに呼応して、特に古賀派内部から麻生支持議員が多く出るなど、複雑な様相を見せた。総裁選後の党人事では谷垣と古賀がそれぞれ党四役入りして主流派となる一方で、麻生は入閣を拒否。総裁選では麻生包囲網と言われるほどに旧宏池会内部で麻生と反麻生の対立関係が明確となり、麻生と古賀の関係が決定的に悪化したと報じられ、当面は大宏池会どころではなくなった。のちに古賀・谷垣両派が再合流して「中宏池会」が実現したが、2008年総裁選では谷垣が出馬を断念して自主投票となり、少なからぬ議員も麻生を支持するなど、一致した総裁候補を持てないことの弱みも露呈した。
2009年になり麻生政権の支持率が低迷する中、2月に麻生・古賀両派の幹部会合が持たれた。政権基盤の強化を狙う麻生と、麻生との関係修復や影響力回復を狙う古賀の思惑が一致した形だが、「大宏池会」の話題も出たという。ただし、麻生の留守番役を務める麻生派の中馬弘毅座長は会合の翌日に合流論を否定した。両派の接近に警戒感を持つ他派閥も多く、合流は実現しなかった。その後の総選挙で自民党は大敗、下野し、麻生は退陣。後継総裁に谷垣が就任した。
2012年総裁選での古賀による現職総裁谷垣の再選不支持により、旧谷垣派が宏池会より離脱し中宏池会が瓦解する。麻生派領袖の麻生も総選挙敗北後の野党総裁として、自民党分裂を阻止して政権奪還目前までこぎつけた谷垣ではなく、幹事長の石原伸晃を支持した古賀らを、「自分を要職に就けてくれた人（谷垣）を裏切り、出馬辞退に追い込んだ石原のような人間を支持する人の神経が理解できない」と痛烈に批判（麻生は谷垣の再選を望んでおり、立候補した際には支援するつもりでいた）し、再登板を目指す安倍晋三の支持を表明した。
総裁選終了後に、中宏池会より離脱したメンバーで正式に谷垣グループを発足する。宏池会も古賀が一連の騒動の責任を取り会長を降りて岸田文雄が跡を継いだ。総裁に返り咲いた安倍は、民主党政権を解散に追い込み政権を奪還する。
この総選挙で石原を支持した古賀と森喜朗が引退し、新政権では麻生、谷垣、町村信孝を除く総裁選立候補者全員が閣僚または党幹部に就任した。
2016年12月に麻生派の幹部と谷垣グループの幹部が岸田と相次いで会談する。麻生派は2017年7月に、山東派や谷垣グループの一部と合流して志公会となり、党内第二派閥となった。麻生は度々構想に言及するが、岸田派に警戒感が強いとされて進展は見られなかった。元来、大宏池会構想は党内最大派閥の清和会に対抗する思惑があったが、第二次安倍政権においては麻生・岸田のいずれも政権の中枢で清和会出身の安倍を支える立場にあったことも、構想が具体的な動きにならなかった理由の一つであった。
2020年に安倍が退陣すると、安倍後継を選ぶ総裁選挙において岸田は派閥を超えた支持の広がりを欠いて敗北した。そこで岸田は次期総裁選を睨んで麻生らとの連携を強めたいとの思惑から、絶望的な状況だった大宏池会について積極的に発言した。
2021年総裁選では麻生派が自派の河野太郎と岸田の双方を支持し、谷垣グループも岸田を支持した。岸田が勝利すると麻生派は人事などで影響力を発揮した。岸田政権で再び大宏池会の可能性が語られる。

## 合流による効果
合流が実現すれば、2008年5月当時、衆議院66人、参議院15人（総勢81人）と、党内勢力では津島派を上回り、最大派閥の町村派に匹敵する大派閥になる算段であった。無派閥議員の中にも、加藤の乱による分裂の際、いずれのグループにも参加しなかった議員もおり、無派閥議員の参加や今後の国政選挙による伸長次第では、かつての宮澤派時代のように党内最大派閥の座に返り咲くことも見込まれた。
町村派（清和政策研究会） 88人（衆議院61人、参議院27人）
大宏池会 82人（衆議院67人、参議院15人）
津島派（平成研究会） 70人（衆議院47人、参議院23人）
小選挙区制の導入により、幹事長への権限が集中するとともに、かつてのような派閥の機能は失われ、数がそのまま影響力につながっていくかは未知であった。小派閥の長である麻生が総裁の座を得られたのは、「選挙の顔」としての人気を期待され、自らも総裁選で派閥横断的な支持を訴えた。
三派の中では最大の古賀派が主導して合流が進められると、小派閥である谷垣派や麻生派にとっては吸収合併される側面が強いため、二の足を踏んでいる側面もあった。現に「中宏池会」実現の過程では総裁選出馬経験もある谷垣を、明確な総裁候補と位置づけることが出来ず、谷垣派内には不満の声も上がった。麻生派にとっても事情は同じであったが、麻生が総理総裁となった以上、今後は合併による政権基盤強化という効果が期待できる。2009年に再び大宏池会構想が取り沙汰された。

## 2008年9月当時における完全合流に至った場合の主なメンバー
- 当選10回
  - 丹羽雄哉（古賀派、茨城6区）厚生大臣、総務会長、2012年の議員復帰後は無派閥
- 当選9回
  - 谷垣禎一（谷垣派、京都5区）科学技術庁長官、金融再生委員会委員長、国家公安委員会委員長兼食品安全担当大臣、財務大臣、国土交通大臣
  - 麻生太郎（麻生派（当時離脱中）、福岡8区、経済企画庁長官、経済財政担当大臣、政調会長、総務大臣、外務大臣、幹事長、当時・内閣総理大臣
  - 古賀誠（古賀派、福岡7区）運輸大臣、幹事長、当時・選対委員長、2012年引退
- 当選8回
  - 柳澤伯夫（古賀派、静岡3区）国土庁長官、金融再生委員会委員長、金融担当大臣、厚生労働大臣
  - 太田誠一（古賀派、福岡3区）総務庁長官、農林水産大臣
  - 川崎二郎（谷垣派・三重1区）運輸大臣、北海道開発庁長官、厚生労働大臣
- 当選7回
  - 逢沢一郎（谷垣派・岡山1区）幹事長代理、当時・衆議院予算委員長
  - 金子一義（古賀派、岐阜4区）規制改革担当大臣（行政改革担当大臣等多数兼務）、党金融調査会会長 当時・国土交通大臣
  - 園田博之（谷垣派・熊本4区）内閣官房副長官、当時・党政務調査副会長
- 当選6回
  - 中谷元（谷垣派・高知2区）防衛庁長官
  - 鈴木俊一（古賀派、岩手2区）環境大臣（麻生太郎夫人の弟）
- 当選4回
  - 河野太郎（麻生派・神奈川15区）法務副大臣
  - 塩崎恭久（古賀派、参院1回、愛媛1区）内閣官房長官兼拉致問題担当大臣
  - 菅義偉　（古賀派、神奈川2区）総務大臣
- 派閥を離脱した主な政治家
  - 河野洋平（当選14回・神奈川17区）内閣官房長官、副総理兼外務大臣、衆議院議長
当時、衆議院議長職にあるため党籍・派閥を離脱しており、麻生派への影響力も薄い。衆議院議長退任後は派閥活動に参加しないことを明言しており、議長退任とともに引退
  - 加藤紘一（当選12回・山形3区）内閣官房長官、防衛庁長官、幹事長
2度の派閥分裂の原因を作った張本人であるため、麻生・古賀両派の中には不信感を持っている者もいた。加藤本人も派閥活動とは距離を置いており、その後派閥活動に参加する可能性は低いとされた。2012年の引退後、2016年に死去
  - 石原伸晃（当選6回、東京8区）行政改革担当大臣、国土交通大臣、政調会長
2000年に加藤派に入会するが、直後に起こった加藤の乱で宏池会が分裂し、石原は無派閥として宏池会中間派として堀内派と加藤派の和解に注力。2007年12月、山崎派に入会した。2012年総裁選への出馬は、谷垣の総裁再選断念の直接の理由に挙げられた。2021年に落選